# کاستلورینو
کاستلورینو (به ایتالیایی: Castelverrino) یک کومونه در ایتالیا است که در استان ایسرنیا واقع شده‌است.

## خصوصیات
کاستلورینو ۶٫۲ کیلومترمربع مساحت و ۱۲۴ نفر جمعیت دارد.